# Põlva Serviti
Dernière mise à jour : 27 juin 2025.
Le Põlva Serviti est un club masculin de handball basé à Põlva en Estonie. Évoluant au plus haut niveau depuis la création de son championnat national en 1992, il en est le plus titré avec un 19e titre en 2025.

## Palmarès
Compétitions régionales
- Ligue balte de handball
  - Vainqueur (4) : 2008, 2010, 2023, 2025
  - Finaliste en 2011, 2011, 2014, 2018 , 2022, 2024

Compétitions nationales
- Championnat d'Estonie (19) : 1998, 2000, 2001, 2002, 2007, 2008, 2010, 2011, 2013, 2015, 2016, 2017, 2018, 2019, 2021, 2022, 2023, 2024, 2025
- Coupe d'Estonie (14) : 1990, 1992, 1994, 1997, 2000, 2002, 2006, 2009, 2010, 2012, 2016, 2017, 2019, 2021[réf. nécessaire]